# 수잔 세이들먼

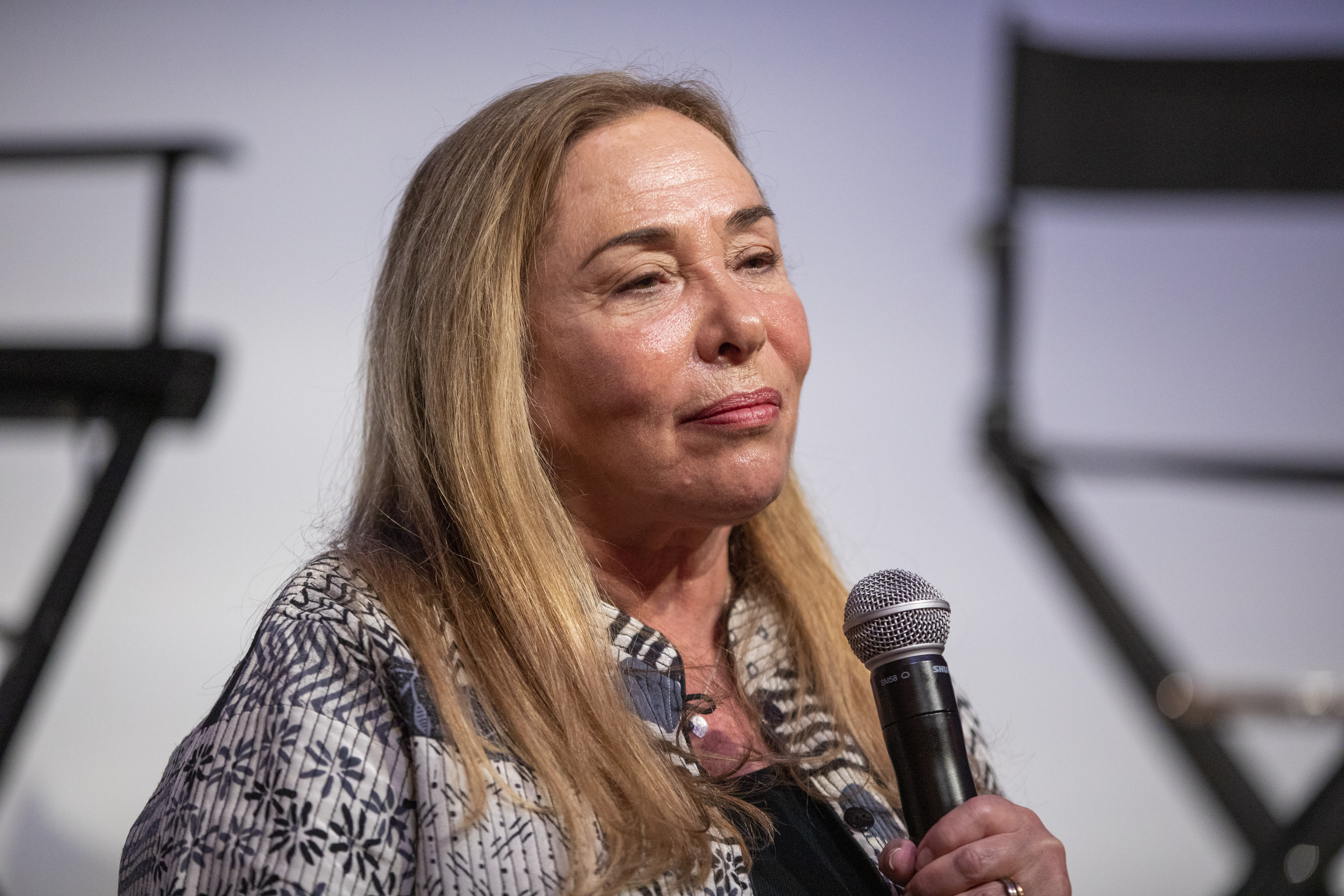

수전 사이덜먼(Susan Seidelman, 1952년 12월 11일 ~ )는 미국의 영화 감독, 각본가, 텔레비전 감독, 영화 제작자, 배우이다.
필라델피아 출신으로 드렉셀 대학교에서 미술과 패션을 공부했다. 졸업후 뉴욕 대학교 대학원에서 영화를 전공했다. 사이덜먼이 참여한 The Dutch Master영화는 1994년도 아카데미상에 후보로 오른적이 있다. 

## 영화
- 더 핫 플래쉬스 (2013년)
- 42일간의 기적 (2011년)
- 블랭크 시티 (2010년)
- 보인턴 비치 클럽 (2005년)
- 더 랜치 (2004년)
- 쿨 라이프 (1999년)
- 가우디 애프터눈 (1998년)
- 섹스 앤 시티 (1998년)
- 시카고 썬 타임즈 (1996년)
- 에로틱 테일즈 (1996년)
- 맨발의 경영자 (1995년)
- 그 남자의 방 그 여자의 집 (1993년)
- 마피아(영어판) (1989년)
- 그녀는 악마 (1989년)
- 사이보그 유리시즈 (1987년)
- 마돈나의 수잔을 찾아서 (1985년)
- 룸 666 (1982년) - 본인 역
- 파편 (1982년)